# Club Atlético de Madrid 1979-1980
Questa voce raccoglie le informazioni riguardanti il Club Atlético de Madrid nelle competizioni ufficiali della stagione 1979-1980.

## Stagione
Nella stagione 1979-1980 i colchoneros, inizialmente allenati da Luis Aragonés, poi da Martinez Jayo e infine da Marcel Domingo, terminano la stagione al dodicesimo posto. In Coppa del Re l'Atlético Madrid viene eliminato in semifinale, ai rigori, dal Real Madrid che vincerà la competizione. In Coppa UEFA i rojiblancos perdono al primo turno contro i tedeschi orientali dalla Dinamo Dresda.

## Maglie e sponsor
| Manica sinistra · Manica sinistra · Maglietta · Maglietta · Manica destra · Manica destra · Pantaloncini · Calzettoni |

## Rosa
| N. |                      | Ruolo | Calciatore                 |
| -- | -------------------- | ----- | -------------------------- |
| -  | Spagna (bandiera)    | P     | José Navarro Aparicio      |
| -  | Spagna (bandiera)    | P     | José Aguinaga              |
| -  | Spagna (bandiera)    | D     | José Luis Capón            |
| -  | Brasile (bandiera)   | D     | Luís Pereira               |
| -  | Argentina (bandiera) | D     | Óscar Raúl González        |
| -  | Spagna (bandiera)    | D     | Marcelino                  |
| -  | Spagna (bandiera)    | D     | Juan José Rubio            |
| -  | Spagna (bandiera)    | D     | Miguel Ángel Ruiz García   |
| -  | Spagna (bandiera)    | D     | Juan Jesús González Sierra |
| -  | Spagna (bandiera)    | C     | Francisco Javier Bermejo   |

| N. |                      | Ruolo | Calciatore                  |
| -- | -------------------- | ----- | --------------------------- |
| -  | Spagna (bandiera)    | C     | Juan Carlos Arteche         |
| -  | Spagna (bandiera)    | C     | Quique Ramos                |
| -  | Brasile (bandiera)   | C     | Dirceu                      |
| -  | Spagna (bandiera)    | C     | Eugenio Leal                |
| -  | Spagna (bandiera)    | C     | Robi                        |
| -  | Argentina (bandiera) | A     | Rubén Ayala                 |
| -  | Spagna (bandiera)    | A     | Antonio Guzmán              |
| -  | Spagna (bandiera)    | A     | Marcos Alonso Peña          |
| -  | Spagna (bandiera)    | A     | Francisco Aguilar Fernández |
| -  | Spagna (bandiera)    | A     | Rubén Cano ()               |

## Risultati

### Coppa del Re
| Arbitro: | Enrique Negreira |

|                 |           |                                |
| Bajo 64’ (rig.) | Marcatori | 10’ Quique 13’ Marcos 14’ Leal |

| Madrid 20 dicembre 1979 Secondo turno - Ritorno | Atlético Madrid    | 0 – 0 referto | Valdemoro | Vicente Calderón\| Arbitro: \| Gallardo Fernández \| |
| Arbitro:                                        | Gallardo Fernández |               |           |                                                      |

| Arbitro: | Joaquín Ramos Marcos |

|                  |           |                                        |
| Acedo 85’ (rig.) | Marcatori | 35’, 44’ Guzmán 37’ González 65’ Rubio |

| Arbitro: | Fernando Orellana Álvarez |

|                                   |           |           |
| González 10’ Rubio 21’ Marcos 38’ | Marcatori | 23’ Suano |

| Arbitro: | Crespo Aurre |

|            |           |                        |
| Crespo 80’ | Marcatori | 8’ González 46’ Dirceu |

| Arbitro: | Jesús Ausocúa Sanz |

|                      |           |          |
| González 2’ Ruiz 11’ | Marcatori | 26’ Mata |

| Arbitro: | Crespo Aurre |

|  |           |           |
|  | Marcatori | 40’ Rubio |

| Arbitro: | Ildefonso Urizar Azpitarte |

|                     |           |          |
| Cano 19’ Dirceu 21’ | Marcatori | 3’ Senra |

| Arbitro: | Acebal Pezón |

|                 |           |          |
| Gail 28’ (rig.) | Marcatori | 90’ Cano |

| Arbitro: | García Corrión |

|                     |           |                   |
| Rubio 4’ Quique 75’ | Marcatori | 80’ (rig.) Morera |

| Madrid 15 maggio 1980 Semifinale - Andata | Atlético Madrid | 0 – 0 referto | Real Madrid | Vicente Calderón\| Arbitro: \| Miguel Pérez \| |
| Arbitro:                                  | Miguel Pérez    |               |             |                                                |

| Arbitro: | Joaquín Ramos Marcos |

|                                                 |                      |                                    |
| Juanito 31’                                     | Marcatori            | 86’ Ruiz                           |
| Santillana Cunningham Stielike Juanito G. Remón | Tiri di rigore 4 – 3 | Quique Rubio Guzmán Bermejo Dirceu |

### Coppa UEFA
| Arbitro: | Ernst Dörflinger |

|          |           |                      |
| Cano 46’ | Marcatori | 56’ Häfner 85’ Weber |

| Arbitro: | Erik Fredriksson |

|                                      |           |  |
| Riedel 21’ Ruiz 36’ (aut.) Weber 47’ | Marcatori |  |

## Statistiche

### Statistiche di squadra
| Competizione     | Punti | Totale | Totale | Totale | Totale | Totale | Totale | DR  |
| Competizione     | Punti | G      | V      | N      | P      | Gf     | Gs     | DR  |
| ---------------- | ----- | ------ | ------ | ------ | ------ | ------ | ------ | --- |
| Primera División | 31    | 34     | 10     | 11     | 13     | 38     | 44     | -6  |
| Coppa del Re     | -     | 12     | 8      | 4      | 0      | 20     | 10     | +10 |
| Coppa UEFA       | -     | 2      | 0      | 0      | 2      | 1      | 5      | -4  |
| Totale           | 31    | 48     | 18     | 15     | 15     | 59     | 59     | 0   |